# Pretendent do ręki
Pretendent do ręki – powieść indyjskiego pisarza Vikram Setha opublikowana w języku angielskim w 1993 roku pt. Suitable Boy. W Polsce wydana w 2003 roku w tłumaczeniu Anny Jeleniewskiej. Akcja tej rozległej panoramy społeczeństwa indyjskiego dzieje się w 1950–1951 roku, cztery lata po odzyskaniu przez Indie niepodległości i obejmuje takie miejsca jak Kalkutę, Delhi, fikcyjne miasto nad Gangesem Brahmpur i muzułmańskie wsie w jego okolicy. Na tle społeczno-politycznych i obyczajowych przemian przedstawiono rok z życia kilku rodzin indyjskich: muzułmańskich nababów Chanów, hinduskich Mehrów i Kapurów, a także bengalskiej rodziny Ćatterdźów. Rodziny te łączą więzy małżeństw i przyjaźni. Główną bohaterką jest hinduska matka, która jeżdżąc po całych Indiach szuka w ramach kasty tytułowego kandydata na męża dla swej córki Laty. Wydając ją szybko za mąż, chce zabić w niej zakazaną miłość do muzułmanina. Rok z życia czterech rodzin to okazja to śledzenia ich radości z narodzin dziecka, zdrady, bólu z powodu tajemnic z przeszłości, czy smutku po śmierci bliskiej osoby.
Autor tej epickiej opowieści o przeobrażaniu się Indii w 4 lata po uzyskaniu niepodległości, o budowaniu niezależnej od Brytyjczyków demokracji pokazuje swoją ojczyznę w całej jej różnorodności wzywając do jedności i porozumienia się.
Forma książki została przez autora porównana do rozrastającego się, wielkiego rozłożystego drzewa banian, symbolu Indii i do Gangesu, który ma swoje odpływy i odnogi". 1471 stron wydanych w Polsce w 3 tomach czyni ją jedną z najdłuższych powieści w języku angielskim .
Indyjski pisarz Khushwant Singh powiedział o tej powieści, że żył w przedstawionych czasach i że Seth bardzo autentycznie pokazał Indie pod rządami Nehru.

## Nagrody i nominacje
- 1993 Irish Times International Fiction Prize
- 1994 Commonwealth Writers Prize (nagroda za najlepszą książkę)
- 1994 WH Smith Literary Award
- 1994 nominacja do Nagrody Bookera

## Problemy i obrazy przedstawione w książce
W książce przedstawiono między innymi
- walkę o uwłaszczenie zamindarów
- przygotowanie do pierwszych po wyzwoleniu spod okupacji brytyjskiej wyborów
- czy demonstracje studenckie domagające się poparcia dla polityki niezaangażowania Nehru, ale i egzaminów do administracji państwowej w hindi zamiast po angielsku.

Autor przedstawia nam w swej epopei obrazy
- muzułmańskich policjantów strzelających do tłumu w obronie hinduskiej świątyni budowanej obok meczetu
- debatę w obronie języka urdu
- niedotykalnych domagających się dla swych dzieci prawa do udziału odegrania ról hinduskich bóstw w Ramlili
- miliony wiernych podczas święta Kumbhamela (tu zwanego Pul Meli) i tysiąc ofiar paniki wśród pielgrzymów
- dyskusje o istocie hinduizmu prowadzone przez elitę kalkucką
- echo tragedii Podziału w 1947 roku
- dramat Nehru tracącego kontrolę nad zdominowaną przez konserwatystów Partię Kongresową
- spotkania guru ze swoimi uczniami
- doświadczenia pielgrzyma wędrującego od źródeł Gangi do jej ujścia do oceanu,
- Raksza bandhan, święto rodzeństwa ślubującego sobie oddanie (nazwane tu Rakhi)
- muzułmańską kurtyzanę śpiewającą w urdu gazele podczas święta Holi w domu szacownej rodziny hinduskiej
- żony poszczące w święto Karwa Ćaut za pomyślność swoich mężów
- cytaty z pieśni Ghaliba i Tagore
- lekcje klasycznego śpiewu indyjskiego

Dzięki tej książce możemy 
- być świadkami zebrania panczajatu w muzułmańskiej wiosce
- wziąć udział w muzułmańskim święcie Id al-Adha (tu nazwanego Bakr-e-Id)
- zwiedzić cmentarz brytyjski w Kalkucie
- przyjrzeć się snobizmom anglizującej części elity kalkuckie
- opłakiwać muzułmańskiego męczennika Husajna podczas święta Aszura (tu nazwanego Muharram)
- czy cieszyć się ze zwycięstwa dobra nad złem, Rama nad demonem Rawaną podczas święta Dasara (tu nazwanego Daśahra)
- lub za chwilę przeżyć grozę rzezi muzułmańsko-hinduskiej, gdy żałobnicy Aszury przecinają drogę cieszącym się świętem Dasara hindusom.

Na tle tego fresku Indii 1950-51 czytelnik też czeka na odpowiedź związaną z tytułem powieści – "kogo poślubi Lata Mehra?" Czy bengalskiego poetę Amita Ćatterdźi, czy bardziej prozaicznego producenta obuwia Hareśa Khanny? Czy też płynąc pod prąd oczekiwaniom rodziny obroni swoją miłość do muzułmanina Kabira Durrani?